# كرة القدم في دورة الألعاب العربية 1953

## نظام البطولة
اشترك في المسابقة ست منتخبات عربية. قسمت على مجموعتين، ولعبت كل مجموعة بطريقة الدوري لمرحلة واحدة. ليتأهل متصدرا المجموعتين إلى المباراة النهائية. ولعب الفريقان صاحبا المركز الثاني في كل مجموعة على المركز الثالث.

## الدول المشاركة
| - الأردن - سوريا - فلسطين | - لبنان - ليبيا - مصر |

## النتائج

### المجموعة الأولى
| الفريق | م | ف | ت | خ | ل  | ع  | ن |
| ------ | - | - | - | - | -- | -- | - |
| مصر    | 2 | 2 | 0 | 0 | 18 | 3  | 4 |
| ليبيا  | 2 | 1 | 0 | 1 | 7  | 12 | 2 |
| فلسطين | 2 | 0 | 0 | 2 | 3  | 13 | 0 |

- مصر  8–1  فلسطين
- مصر  10–2  ليبيا
- ليبيا  5–2  فلسطين

### المجموعة الثانية
| الفريق | م | ف | ت | خ | ل | ع | ن |
| ------ | - | - | - | - | - | - | - |
| سوريا  | 2 | 1 | 1 | 0 | 3 | 1 | 3 |
| الأردن | 2 | 1 | 0 | 1 | 5 | 4 | 2 |
| لبنان  | 2 | 0 | 1 | 1 | 1 | 4 | 1 |

- سوريا  0–0  لبنان
- سوريا  3–1  الأردن
- الأردن  4–1  لبنان

## مرحلة خروج المغلوب
- تحديد المركز الثالث:
- ليبيا  3-2  الأردن
- المباراة النهائية: (10/8/1953)
- مصر  4-0  سوريا

## الترتيب النهائي
| حدث       | الذهبية | الفضية | البرونزية |
| --------- | --- | --- | --- |
| كرة القدم | مصر أحمد عبد الرزاق كاتو - سليمان سيد داود - يحيى إمام - يكن حسين - عبد القادر أبو الخير - زكي عثمان - علاء الدين الحامولي - سيد الجندي - عصام بهيج - حنفي بسطان - أحمد مكاوي - حلمي أبو المعاطي - كمال شريف الفار - سعد راشد - حمزة عبد المولي - محمد ذياب العطار - سليمان محمد داود - السيد الضظوي - محمد متولي - عبد الوهاب سليم - سيد أبو جريشة | سوريا ساطع اناس - يوسف محمود - مروان دردري - داود العمري - ينغون عربيان - ميشيل طويل - عزت عبد الوهاب - اكوب افريان - على البرزه - افاديس كولبكيان - خالد غوس - حافظ أبو لباده - مظفر عقاد - مانؤيل كارجيان - ميخائيل حناوي - جورج مارديني - كيفورك كربويان | ليبيا علي الزنتوني - إبراهيم الغزاني - الزقوري علي - أحمد الضرات - مصطفى المكي - صبري قريفه - محمد اليمني - مختار الغنابي - بن عيسى الجزري - الهادي الحنطار - علي المصراتي - حسن الأمير - محمد يحيى - مفتاح الأصغر - عبد المتعال شنوان - منصور بن كاصو - محمد الهوني - المهدي كويري |